# Berliner Sport-Club

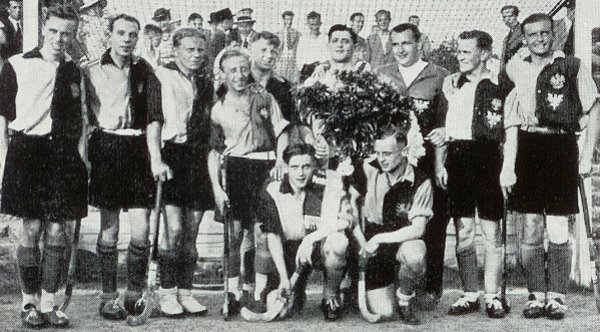
Herenteam van 1937

Berliner Sport-Club is een Duitse sportclub uit de hoofdstad Berlijn. De club is actief in het voetbal, zwemmen, tennis, basketbal, atletiek, badminton, tafeltennis, hockey, handbal, karate, volleybal en rugby.

## Geschiedenis
In 1895 werd de Amateur-Sport-Club opgericht en een jaar later de Berliner Sport-Club. Deze clubs fusioneerden samen met Marcomannia en zo ontstond Sport-Club 1895/1896. In 1905 werd deze naam door Carl Diem, de oprichter van Berliner SC veranderd in de huidige naam. De club is in deze periode voornamelijk in atletiek actief. Datzelfde jaar werd ook met een hockey-afdeling begonnen en later met voetbal. In 1914 had de club meer dan 2000 leden.

### Voetbal
Van 1909 tot 1911 werd de club Berlijns kampioen in de competitie die georganiseerd werd door de Verband Berliner Athletik-Vereine, een voetbalbond die bestond van 1904 tot 1911. In 1911 verloor de club in de beslissende wedstrijd om een ticket voor de eindronde om de Duitse landstitel tegen TuFC Tasmania Rixdorf.
In 1911 sloot de club zich aan bij de competitie die georganiseerd werd door de Verband Brandenburgischer Ballspielvereine. In 1923 fusioneerde de club met BFC Hertha 92 omdat de club in zware financiële problemen zat en zelfs geen stadion meer had. De voetbalafdeling ging vanaf dan door het leven als Hertha BSC. In 1929 scheidden de wegen van de clubs echter weer. Hertha was inmiddels uitgegroeid tot een topclub en was al enkele keren op rij Duits vicekampioen geworden. Omdat het team zo bekend was met de naam Hertha BSC betaalden ze 75.000 rijksmark aan de club om het stadion en de naam BSC te mogen behouden. De volgende twee jaar na de scheiding werd Hertha landskampioen.
In 1933 fusioneerde de club met Neuköllner FC Südstern en werd zo Berliner SC Südstern 08. Na twee jaar werd de fusie ongedaan gemaakt. De club zakte weg in de anonimiteit. In 2010 promoveerde de club naar de Berlin-Liga. De hoogste Berlijnse klasse, die nu nog maar de zesde klasse is in Duitsland.
VSG Altglienicke-II ·
Berlin Hilalspor ·
Berliner Sport-Club · 
SCC Berlin ·
SD Croatia Berlin · 
SV Empor Berlin · 
VfB Fortuna Biesdorf ·
Frohnauer SC · 
Füchse Berlin · 
SF Johannisthal ·
Blau-Weiß Hohen Neuendorf ·
TSV Mariendorf 1897 ·
Polar Pinguin ·
SFC Stern 1900 · 
FSV Spandauer Kickers · 
Spandauer SC Teutonia 1899 ·
Türkspor Berlin ·
1. FC Wilmersdorf